# تعیین نزدیکترین زوج نقاط در فضای دو بعدی

نزدیک‌ترین زوج نقطه با رنگ قرمز نشان داده شده است.

مسئله نزدیکترین زوج نقاط یا نزدیکترین زوج یک مسئله از هندسه محاسباتی است که در آن در فضای متری n نقطه به عنوان ورودی گرفته می‌شود و زوج نقطه‌ای که کوتاه‌ترین فاصله بین آن‌دو وجود دارد، پیدا می‌شود. مسئله نزدیکترین زوج برای نقاط در صفحهٔ اقلیدسی از اولین مسائل هندسه بود که مطالعات سیستماتیک در نظریه پیچیدگی محاسباتی، الگوریتم‌های هندسه شد.
الگوریتم ساده، پیدا کردن فاصلهٔ همهٔ زوج نقاط و انتخاب کمینهٔ آن‌هاست که نیازمند زمانی از مرتبهٔ {\displaystyle O(n^{2})}است. به نظر می‌رسد مسئله در زمان {\displaystyle O(nlgn)}در فضای اقلیدسی با بعد ثابت {\displaystyle d}قابل حل باشد. در درخت تصمیم جبری مدل محاسبه الگوریتم با زمان {\displaystyle O(nlgn)}با توجه به کاهشی از مساله یکتایی عنصر بهینه است. در مدل محاسباتی چنین فرض می‌شود که تابع کف در زمان ثابت قابل محاسبه است و مساله می‌تواند در {\displaystyle O(nlglgn)}حل شود. اگر در تابع کف از حالت تصادفی استفاده کنیم مسئله در {\displaystyle O(n)}نیز قابل حل است.

## جستجوی جامع
نزدیکترین زوج از نقاط با استتفاده از جستجوی جامع در نظریه پیچیدگی محاسباتی {\displaystyle O(n^{2})}قابل محاسبه است. برای این کار باید فاصلهٔ میان تمام{\displaystyle {\frac {n(n-1)}{2}}} زوج نقطه را محاسبه کرده و زوجی را که کم‌ترین فاصله را دارند، انتحاب کنیم. شبه کد این الگوریتم در زیرمشاهده می‌شود.
```
minDist = infinity
for i = 1 to length(P) - 1
 for j = i + 1 to length(P)
  let p = P[i], q = P[j]
  if dist(p, q) < minDist:
   minDist = dist(p, q)
   closestPair = (p, q)
return closestPair
```

## حالت صفحه
مسئله با استفاده از الگوریتم تقسیم و حل در زمان {\displaystyle O(nlogn)}قابل حل است. رویه در زیر قابل مشاهده است.
1. نقاط را براساس مولفهٔ {\displaystyle x}آن‌ها مرتب می‌کنیم.
2. مجموعهٔ نقاط را با استفاده از یک خط عمودی به صورت {\displaystyle x=x_{mid}}به دو زیرمجموعهٔ با اندازهٔ مساوی تقسیم می‌کنیم.
3. مسئله را به صورت بازگشتی برای زیرمجموعه‌های راست و چپ حل می‌کنیم که کمینهٔ فاصله برای سمت راست و چپ به ترتیب به صورت {\displaystyle d_{Rmin}}و {\displaystyle d_{Lmin}}به دست می‌آید.
4. کمینه فاصله بین نقاطی را که یکی‌شان در زیرمجموعهٔ سمت چپ قرار دارد و دیگری در زیرمجموعهٔ سمت راست انتخاب می‌کنیم و آن را {\displaystyle d_{LRmin}} می‌نامیم.
5. جواب نهایی کمینه فاصله میان {\displaystyle d_{LRmin}} {\displaystyle d_{Lmin}} {\displaystyle d_{Rmin}} است.

به نظر می‌رسد مرحلهٔ ۴ در زمان خطی انجام پذیرد. بار دیگر روش ساده برای این کار نیاز به محاسبهٔ فاصلهٔ همهٔ زوج نقاط در چپ و راست است که نیازمند زمان از مرتبهٔ {\displaystyle O(n^{2})} است. نکتهٔ اصلی در خاصیت پراکندگی مجموعهٔ نقاط است. می‌دانیم که نزدیک‌ترین زوج نقاط قطعاً فاصله‌ای بیش‌تر از {\displaystyle dist=\min(d_{Lmin},d_{Rmin})} ندارد. پس کافی‌ست برای هر نقطه در سمت چپ خط جدا کننده، کافی است نقاطی را که در مستطیلی به ابعاد{\displaystyle (dist,2*dist)} در سمت راست خط جدا کننده قرار دارند را بررسی کنیم که در شکل نیز نمایش داده‌شده است. به علاوه این مستطیل حداکثر ۶ نقطه می‌تواند در خود جای دهد که حداکثر فاصله‌شان {\displaystyle d_{Rmin}} است؛ بنابراین تعداد بهینهٔ محاسبات در مرحلهٔ ۴، حداکثر محاسبه‌ی {\displaystyle 6n}بین زوج نقاطی که یکی‌شان در سمت چپ و دیگری در سمت راست خط جدا کننده است. رابطهٔ بازگشتی برقرار بین مراحل بالا {\displaystyle T(n)=2T({\frac {n}{2}})+O(n)} است که با استفاده از قضیه اصلی واکاوی الگوریتم‌ها داریم:{\displaystyle O(nlgn)}.

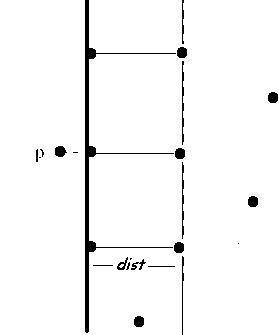
تقسیم وحل: مستطیل جدا کننده

همانند مسئله نزدیکترین زوج نقاط، یالی را در مثلث‌بندی دیلانی تعریف می‌کنیم که برابر دو خانهٔ مجاور در دیاگرام ورونوی است. نزدیک‌ترین زوج نقاط را با استفاده از دوساختار بالا می‌توان در زمان خطی محاسبه کرد. هزینه ایجاد دو ساختارمثلث‌بندی دیلانی یا دیاگرام ورونوی از لحاظ محاسباتی{\displaystyle O(nlgn)} است. در حالی که ره‌یافت تقسیم و حل برای تمام ابعاد هزینهٔ محاسباتی ثابتی برابر {\displaystyle O(nlgn)} دارد، این روش‌ها برای بعدهای بیش از ۲ این روش‌ها مناسب نیستند.
```
Algorithm Closest_Pair(p1, p2, ..., pn);
Input: p1, p2, ..., pn (a set of n points in the plane)
Output: d (the distance between the two closest points in the set)

begin
    sort the points according to their x coordinates;
    {''this sorting is done only once at the beginning''}
    Didive the set into two equal-sized parts;
    Recursively do the following:
        compute the minimal distance in each part;
        sort the points in each part according to their y coordinates;
    Merge the two sorted lists into one sorted list;
    {''Notice that we must merge before we eliminate; 
        we need to supply the whole set sorted to the next level of the recursion''}
    Let d be the minimal of the minimal distances;
    Eliminate points that lie further than d apart from the seperation line;
    Scan the points in the y order and compute the distances of each point to its five neighbors;
    if any of these distances is less than d the update d;
end

```